# Ion C. Florea
Ion C. Florea (n. 1902 – d. 1995) a fost un inginer radiotehnician român și publicist, licențiat în științe fizico-chimice la Facultatea de Științe a Universității din București.

## Biografie
Ion C. Florea a fost unul dintre cei mai importanți și apropiați colaboratori ai lui Dragomir Hurmuzescu. El a militat și activat pentru introducerea radiodifuziunii în România.
Publicist în domeniul radiofoniei, a colaborat intens la revista Radiofonia. Începând din octombrie 1934 a înființat, ajutat și de V. I. Bălțatu, propria publicație săptămânală, Radio Universul, care a apărut până în 1945 și a fost un concurent loial pentru Radiofonia, Radio Adevărul, Radio România sau Radio, publicații oficiale ale Societății Române de Radiodifuziune. Ani buni a găzduit în paginile revistei și YR5-Buletin, Organ științific și informativ al Asociației Amatorilor Români de Unde Scurte. Au fost găzduite numerele 3-38, începând din prima parte a anului 1936, odată cu înființarea A.A.R.U.S., până în mai 1939. În calitate de redactor șef, a militat pentru dezvoltarea radioamatorismului românesc. A publicat numeroase articole tehnice de susținere a activităților radioamatorilor de emisie, inclusiv o rubrică intitulată Unde Scurte, la care i-a avut colaboratori pe Liviu Macoveanu (YR5LM) și Vali Vasilescu (YR5VV). Într-un articol din 1936 el afirmă că: România este țara cu cel mai mic număr de radioascultatori.
În Almanahul Universul pe anul 1937, cu prilejul intrării în funcțiune a emițătorului național de la Bod, reia criticile privind soluția adoptată, care nu asigură acoperirea radio 100% a teritoriului României: Cu toate că am aruncat peste graniță 200 milioane lei, problemă radiodifuziunii românești este încă nerezolvată. La Timișoara și Oradea va continuă să predomine Budapesta, iar Basarabia și Bucovina sunt lăsate pe seamă emisiunilor rusești. Toate acestea nu se datorau echipamentului Marconi importat din Anglia, pe care I. C. Florea l-a inspectat, fiind membru al comisiei de recepție, ci reliefului României.
Respectul pe care l-a acordat lui Dragomir Hurmuzescu, îi stă mărturie dedicația făcută în cartea sa Toate tainele radiofoniei, tipărită în 1931.
În perioada 1928-1934 a condus revista Societății Române de Radiodifuziune, în colaborare cu Emil Pătrașcu.
În paralel cu activitatea publicistică, el acordă timp și preocupărilor de concepție științifică. Împreună cu Marton Abramovici, înregistrează două brevete de invenție: Antena universală (de recepție) – BI 27455/02.03.1938 și Sistem de alimentare a lămpilor electronice cu ajutorul curenților termoelectronici – BI 27827/28.05.1938. Faptul că a realizat numai 2 invenții ne conduce la concluzia că ponderea activităților sale radiotehnice a fost în domeniul organizatoric și al învățământului radio. Tot în anul 1938 este numit șeful unei comisii de atestare profesională în noua meserie introdusă în nomenclator – radiotehnician.
În primele luni ale anului 1942 este numit asistent titular provizoriu la Politehnica din București, la cursul de Electricitate și măsuri electrice.
Cunoscut pe plan internațional și apreciat ca bun specialist, înainte de război colaborează cu firme de prestigiu precum Telefunken și Siemens. Chiar și după anul 1960, când România era în plină izolare datorită Cortinei de Fier, AEG și Telefunken îi trimit cărți de specialitate și documentații pe care I. C. Florea le prelucrează și le publică în Caietele de fizică ale Academiei Române.
În 1991 este unul dintre membrii fondatori ai Fundației culturale HESPERUS, alături de jurnalistul C. D. Constantinescu, secretar general la Radio Universul, și de alte personalități românești.
A încetat din viață în 1995, la vârsta de 93 de ani, în mica sa locuință din Piața Mihail Kogălniceanu din București, lăsând neterminată o lucrare monografică dedicată lui Mihai Konteschweller, un alt pionier al radiotehnicii.

## Lucrări
- 1931 - Toate tainele radiofoniei - Editura Ramuri, Craiova, 336 pagini, cu prefață semnată de Dragomir Hurmuzescu;
- 1934 - Anul radiofonic 1933 - în Almanahul Universul, 1934;
- 1935 - Călăuza radio-amatorului - Editura Cartea Românească, București, 192 pagini;
- 1937 - Anul radiofonic 1936 - în Almanahul Universul, 1937;
- 1939 - Ghid radiofonic - Editura Universul, 1939, 32 pagini;
- 1970 - 150 de ani de la descoperirea electromagnetismului - în revista ELECTROTEHNICA nr. 7 (1970);
- 1972 - Guglielmo Marconi - Editura Științifică, 1972, 210 pagini;
- 1978 - Trei savanți iluștri: Michael Faraday, James Clerk Maxwell, Heinrich Hertz - Editura Științifică și Enciclopedică, București, 1978, seria Orizonturi, nr.72, 240 pagini;
- Aparate de Radio, Moderne.